# Kolzewoje-See
Der Kolzewoje-See (russisch Озеро Кольцево́е, „Ring-See“) ist ein Kratersee im äußersten Süden der Kurilen-Insel Onekotan.
Der abflusslose Kolzewoje-See befindet sich in der Tao-Rusyr-Caldera. Deren geschlossener Kraterrand besitzt Höhen zwischen 540 m und 920 m. Der annähernd kreisrunde See liegt auf einer Höhe von etwa 400 m. Er hat eine Längsausdehnung von 7,2 km in SO-NW-Richtung sowie 6,7 km in SW-NO-Richtung. Die Wasserfläche beträgt 25 km². Im Nordwestteil des Sees befindet sich die 10 km² große Kraterinsel des Krenizyn-Vulkans. Dieser besitzt eine weitgehend symmetrische kegelförmige Gestalt. Der Vulkangipfel liegt auf einer Höhe von 1325 m. Im Jahr 1952 hatte der Krenizyn seine letzte vulkanische Aktivität, in deren Verlauf am Ostufer der Insel ein Lavadom entstand. Die Wassertemperatur schwankt zwischen 3 und 8 °C.